# Bella Ramsey

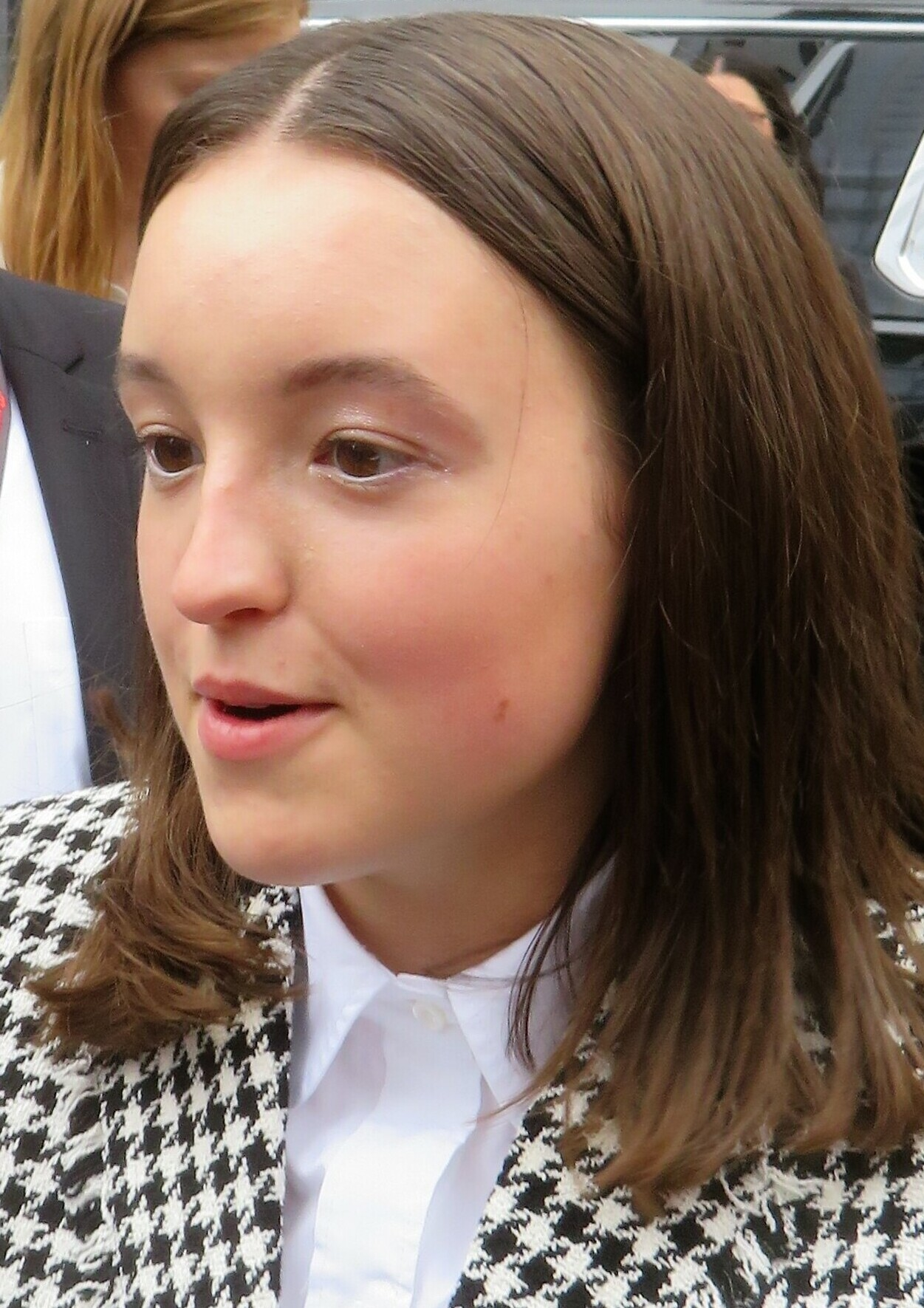
Bella Ramsey (2022)

Isabella May „Bella“ Ramsey (* 25. September 2003 in Nottingham) ist eine nichtbinäre britische Person, die durch ihre Schauspielkarriere, vor allem durch Rollen in den Fernsehserien Game of Thrones und The Last of Us, bekannt wurde.

## Werdegang
Ramseys erste Schauspielrolle war 2016 die der Lyanna Mormont in der erfolgreichen Fernsehserie Game of Thrones. Die Darstellung wurde von Kritikern und Fans der Serie gelobt. Der Hollywood Reporter bezeichnete Ramsey als 2016 Breakout Star.
2017 übernahm Ramsey in der internationalen Koproduktion Eine lausige Hexe die Titelrolle der Mildred Hoppelt. Die Serie ist ein Remake der gleichnamigen Serie, die von 1998 bis 2002 ausgestrahlt wurde. Für Ramseys Darstellung wurde 2019 der BAFTA-Award vergeben. Ein Jahr später übernahm Ramsey die Vertonung der Hauptfigur Hilda in der gleichnamigen Serie des Streaming-Anbieters Netflix.
Aufgrund gesundheitlicher Probleme zog sich Ramsey zuletzt aus der Serie Eine lausige Hexe zurück. Seit 2023 spielt Ramsey Ellie in der auf der Videospielserie The Last of Us basierenden gleichnamigen HBO-Serie.

## Persönliches
Im Januar 2023 machte Ramsey in einem Artikel der New York Times öffentlich, genderfluid beziehungsweise nichtbinär zu sein. Ramsey erklärte in dem Artikel zudem, in Bezug auf sich selbst kein bestimmtes Geschlechtspronomen zu bevorzugen und geschlechtsspezifische Zuordnungen nicht zu mögen.

## Filmografie (Auswahl)
- 2016–2019: Game of Thrones (Fernsehserie, 9 Episoden)
- 2017–2020: Eine lausige Hexe (The Worst Witch, Fernsehserie, 40 Episoden)
- 2018: Requiem (Fernsehserie, Episode 1x02)
- 2018: Holmes & Watson
- 2018–2023: Hilda (Fernsehserie, Stimme)
- 2019: Judy
- 2019: Zero (Kurzfilm)
- 2020: Resistance – Widerstand (Resistance)
- 2020: His Dark Materials (6 Episoden)
- 2021: Hilda und der Bergkönig (Hilda and the Mountain King, Stimme)
- 2022: Catherine Called Birdy
- 2023: Time (Fernsehserie, 3 Episoden)
- seit 2023: The Last of Us (Fernsehserie)
- 2023: Chicken Run: Operation Nugget (Chicken Run: Dawn of the Nugget, Stimme)

## Auszeichnungen (Auswahl)
BAFTA
- 2018: Nominierung als beste Jungdarstellerin für The Worst Witch
- 2019: Beste Jungdarstellerin für The Worst Witch

Screen Actors Guild Award
- 2020: Nominierung als Teil des Ensembles für Game of Thrones

Golden Globes
- 2024: Nominierung als beste Darstellerin in einer Fernsehserie (Drama)